# Tóth Kálmán (lelkész, 1904–1956)
Tóth Kálmán (Nagypeszek, 1904. december 5. – 1956. szeptember 25.) református lelkész. A 20. századi csehszlovákiai református belmisszió egyik legjelentősebb alakja.

## Élete
Szegény földműves szülők ötödik gyermekeként született. 1917-től a pápai református gimnáziumban tanult. A monarchia szétesése után visszatért szülőföldjére, majd 1920-tól az ipolysági állami gimnáziumban folytatta tanulmányait. Az érettségi után a Losonci Református Teológiai Szeminárium lelkésznövendéke lett.
A Szlovenszkói és Kárpátaljai Egyetemes Református Egyház az 1920-as évek második felében kezdett komolyan foglalkozni a református ifjúsági munka megszervezésével, mely pár év után azonban elakadt. 1931-ben Komáromba került Galambos Zoltán mellé segédlelkésznek. Itt azonnal hozzálátott az ifjúsági munka megszervezéséhez. Ösztönzésére a „bibliakörös fiúk” közül többen aktívan bekapcsolódtak az ifjúsági munka szervezésébe is. Komáromi működése alatt csatlakozott a kegyes (pietist) irányzatú kiskoszmályi mozgalomhoz, melynek célja a reformátusok közti evangelizáció és szociális munka volt. Középiskolásokból létrehozta a Timótheus Szövetséget, mely adományokból egy árvaházat épített fel és működtetett Komáromban.
A második világháború után missziói lelkészként tevékenykedett. 1947–1948 között a csehországi Szudétavidékre deportált magyar reformátusok lelki gondozója volt, míg 1951–1952-ben a prágai Comenius teológiai fakultás docense. 1952-től megkezdőtött a missziói munka felszámolása Csehszlovákiában. A katedráról való lemondásra kényszerítették. Ezt követően haláláig Ipolypásztó lelkészeként szolgált.
A Baráti Szó református ifjúsági havilap kiadója volt.